# رابرت اکسلراد (هنرپیشه)
رابرت اکسلراد (انگلیسی: Robert Axelrod؛ زادهٔ ۲۹ مهٔ ۱۹۴۹ - درگذشته ۷ سپتامبر ۲۰۱۹) یک هنرپیشه اهل ایالات متحده آمریکا بود.